# 馬沃米采
馬沃米采是波蘭的城鎮，位於該國西部，毗鄰與德國接壤的邊境，由盧布斯卡省負責管轄，面積5.25平方公里，該鎮出土的文物可追溯至1000至1200年前，2006年人口3,623。
51°33′N 15°27′E / 51.550°N 15.450°E